# Marcelo Antônio da Silva
Marcelo Antônio da Silva (* 19. April 1972 in Apucarana, Paraná) ist ein brasilianischer römisch-katholischer Geistlicher und Weihbischof in Santo Amaro.

## Leben
Marcelo Antônio da Silva studierte von 1991 bis 1993 Philosophie und von 1993 bis 1997 Katholische Theologie am Centro Universitário Assunção (UNIFAI) in São Paulo. Dort erlangte er 1993 ein Lizenziat im Fach Philosophie und 1997 mit einer Arbeit über die Feier des Triduum Sacrum einen Bachelor im Fach Katholische Theologie. Während seiner Studienzeit war er Alumnus des Priesterseminars in Santo Amaro. Er wurde am 8. Dezember 1996 zum Diakon geweiht und empfing am 1. November 1997 in der Pfarrkirche Sagrado Coração de Jesus im Stadtteil Brooklin durch den Bischof von Santo Amaro, Fernando Antônio Figueiredo OFM, das Sakrament der Priesterweihe.
Zunächst war Marcelo Antônio da Silva als Rektor des Diözesanheiligtums Nossa Senhora de Fátima tätig. Parallel absolvierte er 2002 am Centro Universitário Assunção Kurse in Latein und Altgriechisch. Anschließend war er Pfarrer der Pfarreien Sagrada Família (2005–2010) und Nossa Senhora da Esperança (2011–2019). Daneben erwarb er nach weiterführenden Studien 2008 am Centro Universitário São Camilo (USC) in São Paulo mit der Arbeit Interface entre Teologia Moral e Bioética – o Serviço à Vida Humana („Schnittstelle zwischen Moraltheologie und Bioethik – der Dienst am menschlichen Leben“) einen Master im Fach Bioethik und spezialisierte sich 2010 an der Päpstlichen Akademie für das Leben und an der Päpstlichen Katholischen Universität von Rio de Janeiro mit einer Arbeit über das Verhältnis der Moraltheologie zur Medizin- und Bioethik im Fach personalistische Bioethik. Ab 2012 lehrte Marcelo Antônio da Silva am Instituto Superior de Filosofia e Ciências Religiosas São Boaventura, dessen Direktor er 2015 zudem wurde. Im selben Jahr wurde er am Centro Universitário São Camilo bei Franklin Leopoldo e Silva mit der Arbeit A Contribuição do Pensamento Personalista de Karol Wojtyla para a Bioética („Der Beitrag des personalistischen Denkens von Karol Wojtyła zur Bioethik“) im Fach Bioethik promoviert. Ab 2019 war Marcelo Antônio da Silva zusätzlich zu seiner Lehrtätigkeit Generalvikar des Bistums Santo Amaro sowie Pfarrer der Pfarrei São Pancrácio und Dechant des Dekanats Veleiros. Darüber hinaus koordinierte er die Philosophie- und Theologiekurse am Centro Universitário Ítalo Brasileiro in São Paulo. Außerdem wirkte er als Mitglied des Priesterrats, des Konsultorenkollegiums und des Diözesanvermögensverwaltungsrats des Bistums Santo Amaro sowie ab 2021 als Kaplan der Universitätskapelle Beato Carlo Acutis. 2021 spezialisierte er sich am Centro Universitário Ítalo Brasileiro im Fach Psychoanalyse. Ferner gehörte Marcelo Antônio da Silva bereits ab 2012 der Asociación Española de Personalismo, ab 2018 dem Fórum Internacional de Professores und der Arbeitsgruppe Bioethik des Conselho Regional de Medicina do Estado de São Paulo sowie dem Ethikrat der Sociedade Brasileira de Bioética do Estado de São Paulo an.
Am 15. Februar 2023 ernannte ihn Papst Franziskus zum Titularbischof von Tabaicara und zum Weihbischof in Santo Amaro. Der Bischof von Santo Amaro, Giuseppe Negri PIME, spendete ihm am 1. Mai desselben Jahres in der Pfarrkirche São João de Brito im Stadtteil Brooklin Novo die Bischofsweihe; Mitkonsekratoren waren der Erzbischof von Campo Grande, Dimas Lara Barbosa, und der Weihbischof in Brasília, José Aparecido Gonçalves de Almeida.

## Schriften
- A Celebração da Páscoa Cristã: Celebrações do Tríduo Pascal e Seus Símbolos. Centro Universitário Assunção, São Paulo 1997.
- Interface entre Teologia Moral e Bioética – o Serviço à Vida Humana. Centro Universitário São Camilo, São Paulo 2008 (saocamilo-sp.br [PDF; 456 kB]).
- Alguns Marcos do Desenvolvimento da Teologia Moral e Sua Colaboração com a Ética Médica e a Bioética. Pontifícia Universidade Católica do Rio de Janeiro, Rio de Janeiro 2010.
- Viver: um direito? Um dever? In: Revista bioethikos. Band 6, Nr. 3, 2012, S. 342–345 (saocamilo-sp.br [PDF; 1,1 MB]).
- A Contribuição do Pensamento Personalista de Karol Wojtyla para a Bioética. Centro Universitário São Camilo, São Paulo 2015 (saocamilo-sp.br [PDF; 618 kB]).